# Historic Royal Palaces
Historic Royal Palaces is een onafhankelijke organisatie die het beheer en onderhoud uitvoert van voormalige koninklijke paleizen in Engeland en Noord-Ierland die door de koninklijke familie niet meer bewoond en gebruikt worden. De voormalige paleizen zijn echter officieel op papier nog steeds eigendom van de Koninklijke familie, in de praktijk wordt het beheer echter aan de organisatie overgelaten.
Historic Royal Palaces werd in 1989 opgericht als een uitvoerend agentschap namens het Engelse ministerie van Milieu. In 1998 werd het een onafhankelijke liefdadigheidsinstelling, die is gecontracteerd onder de staatssecretaris van Cultuur, Media en Sport met als doel de paleizen namens de koningin te beheren. De stichting ontvangt geen subsidie van de overheid of van de Kroon en is volledig afhankelijk van bezoekers, donaties, sponsoren en vrijwilligers.

## Paleizen onder beheer
De stichting beheert de volgende, voormalige koninklijke paleizen:
- Tower of London
- Hampton Court Palace
- Kensington Palace
- The Banqueting House, Whitehall
- Kew Palace
- Hillsborough Castle